# Rondel (stavba)

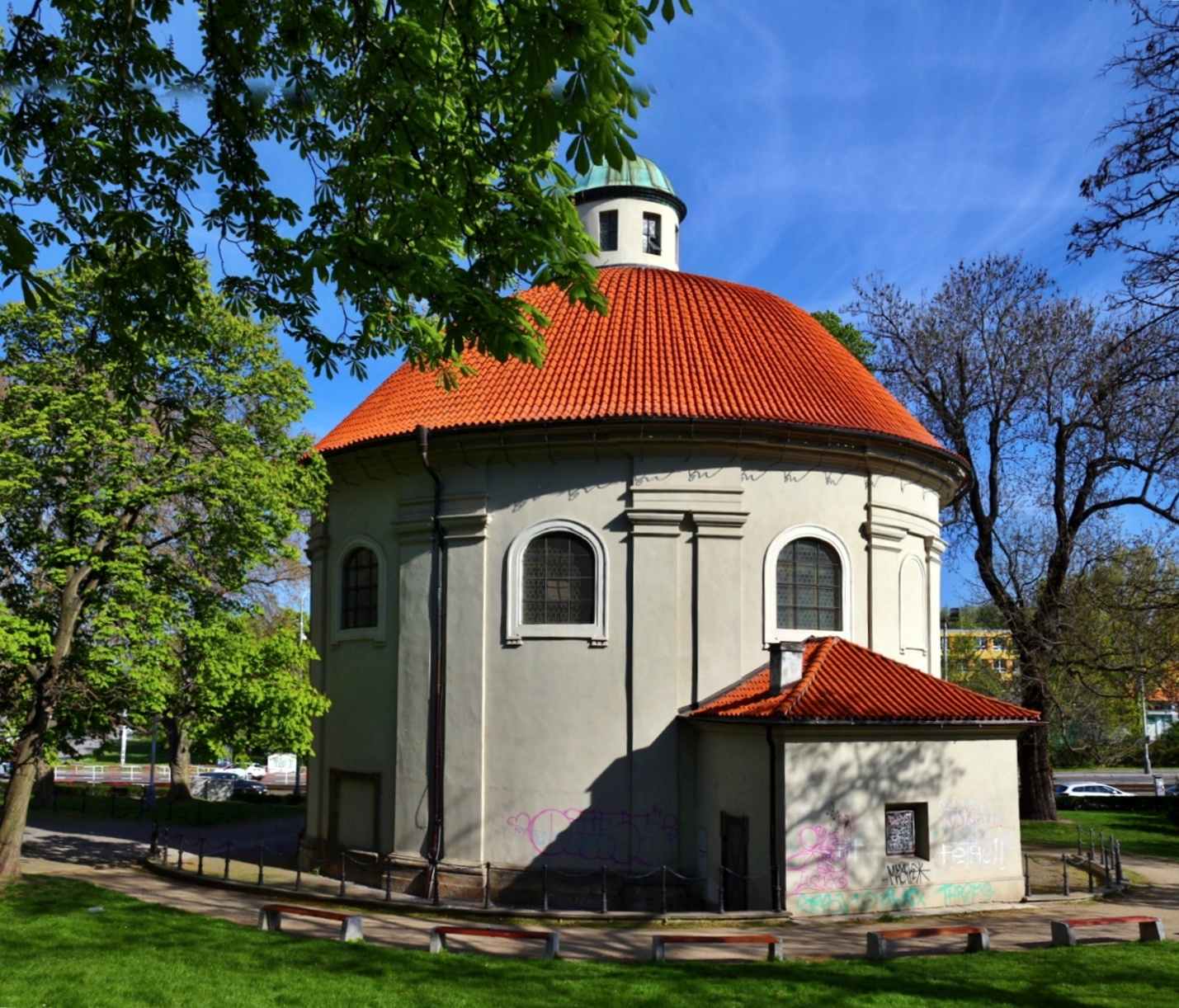
Barokní rondel (morový kostel u Olšanských hřbitovů)

Rondel je obecný název pro válcovou stavbu na kruhovém (centrálním) půdorysu. Ve stejném významu lze použít i pojem rotunda, kterým je však častěji označován válcový kostelík typický pro románskou architekturu.
Rondel může označovat různé, značně odlišné stavby. Většinou označuje určitý typ specifické stavby:
- barokní svatyně, například sv. Máří Magdalény a sv. Rocha v Praze
- zahradní zámecký pavilon, například v Jindřichově Hradci, v Květné zahradě v Kroměříži
- rondel – pravěká stavba, velký ohrazený kruhový prostor nejasného účelu
- rondel – součást opevnění, typ dělostřelecké bašty budovaný na rozhraní gotiky a renesance